# Cap Meredith
Pour les articles homonymes, voir Meredith.
Le cap Meredith (en espagnol Cabo Meredith, nommé Cabo Belgrano par les Argentins) est un cap des Malouines, point le plus au sud-ouest de la Grande Malouine.

## Géographie
Il est situé à 14 km au nord-ouest de Port Stephens.

## Histoire
Il abrite une maisonnette qui est un monument classé.